# Breviraja spinosa
Breviraja spinosa és una espècie de peix de la família dels raids i de l'ordre dels raïformes.

## Morfologia
- Els mascles poden assolir 23,6 cm de longitud total.[2][3]

## Reproducció
És ovípar i les femelles ponen càpsules d'ous, les quals presenten com unes banyes a la closca.

## Hàbitat
És un peix marí i d'aigües profundes que viu entre 323–675 m de fondària.

## Distribució geogràfica
Es troba a l'oceà Atlàntic occidental central: des del Golf de Mèxic fins a Nicaragua. També és present a Surinam.

## Observacions
És inofensiu per als humans.